# Pitkäjärvi (sjö i Pertunmaa, Södra Savolax)
Pitkäjärvi är en sjö i kommunen Pertunmaa i landskapet Södra Savolax i Finland. Arean är 39 hektar och strandlinjen är 5,53 kilometer lång. Sjön  ingår i Kymmene älvs huvudavrinningsområde.   Den ligger omkring 49 kilometer sydväst om S:t Michel och omkring 160 kilometer nordöst om Helsingfors. 